# Fișer, Brașov
Fișer (mai demult Fișeriu, Cișer, Șoveniu; în germană Schweischer, Schweisser, în maghiară Sövénység, Sövényszeg) este o localitate componentă a orașului Rupea din județul Brașov, Transilvania, România.

## Date geologice
În subsolul localității se găsește un masiv de sare.

## Lăcașuri de cult
În localitate există o biserică evanghelică cu incintă fortificată.

## Galerie de imagini

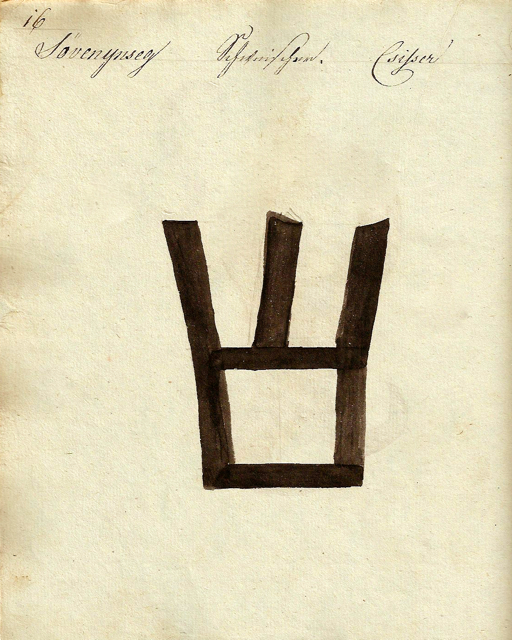
1826 - Danga pentru vitele din Fișer